# 떡잎마을 방범대
떡잎마을 방범대(일본어: かすかべ 防衛隊 카스카베보에타이[*])는 일본의 만화 《짱구는 못말려》에 등장하는 가상의 조직이다.

## 개요
신짱구가 떡잎 유치원의 친구들을 초대해서 만든 조직으로 가스카베시의 평화를 지키는 것을 목적으로 한다. 현재 멤버는 5명(신짱아와 흰둥이 포함 7명)으로 유치원 선생님 채성아와 나미리의 집을 마음대로 비밀기지로 삼아와 거기서 작전 회의를 한다. 이름에 방범대라고는 하지만 자율방범대와 같은 활동은 안하고 놀이 친구라는 의식이 더 강하다. 극장판에서는 《폭풍을 부르는 석양의 떡잎마을 방범대》에서 처음으로 등장한다. 이후 극장판 시리즈에서는 단순한 친구가 아니라 강한 유대감으로 맺어진 친구로서 등장하고 많은 활약을 보이게 된다. 《폭풍을 부르는 석양의 떡잎마을 방범대》에서는 이 5명의 우정이 주된 테마가 된다. 5명이 기합을 넣는 대사는 "떡잎마을 방범대, 파이어!"다.

## 대원
- 신짱구
- 김철수
- 이훈이
- 맹구
- 한유리